# Michał Podlaski
Michał Podlaski (Wołomin, 13 mei 1988) is een Pools wielrenner die anno 2024 bij de amateurploeg LUKS Trójka Piaseczno rijdt.

## Carrière
In 2014 werd Podlaski achter Bartłomiej Matysiak en Paweł Franczak derde op het nationaal wegkampioenschap. In 2015 nam hij deel aan het wereldkampioenschap, waar hij zijn landgenoot Michał Kwiatkowski mede aan de wereldtitel hielp.

## Belangrijkste overwinningen
2018
Bergklassement Szlakiem Walk Majora Hubala
Bergklassement Koers van de Olympische Solidariteit

## Resultaten in voornaamste wedstrijden
| Jaar |  | WK op de weg |
| ---- |  | ------------ |
| 2014 |  | opgave       |

## Ploegen
- 2010 –  Aktio Group Mostostal Puławy
- 2012 –  Bank BGŻ
- 2013 –  Bank BGŻ
- 2014 –  ActiveJet Team
- 2015 –  ActiveJet Team
- 2016 –  Verva ActiveJet Pro Cycling Team
- 2017 –  Voster Uniwheels Team (vanaf 12-5)
- 2018 –  Voster Uniwheels Team
- 2019 –  Wibatech Merx 7R
- 2020 –  Mazowsze Serce Polski

Bernas · Bodnar · Brylowski · Dąbkowski · Ezquerra · Franczak · González · Gradek · Mickiewicz · Muntaner · Owsian · Podlaski
Aniołkowski · A.Banaszek · N.Banaszek · Bernas · Bodnar · Charucki · Cieślik · Franczak · Gradek · Hník · Koch · Podlaski · Polnický · Simón · Stachowiak · Staniszewski
Banaszek · Czubak · Grabis · Komar · Krawczyk · Nowaczek · Parma · Podlaski · Sobieraj · Stachowiak